# Un simple inconnu
Un simple inconnu est le 36e épisode du feuilleton télévisé Prison Break et le 14e de la deuxième saison. 

## Résumé
Michael, Lincoln et Kellerman vont au Montana pour trouver Terrence Steadman. Bellick a des gros problèmes avec les autres prisonniers de Fox River. C-Note passe la journée seul avec sa fille alors que sa femme est détenue par la police et devra être jugée pour complicité. T-Bag vient de retrouver la famille Hollander.

## Informations complémentaires

### Chronologie
L'action de cet épisode se déroule le 4 juin selon le post-it collé sur le mur dans le bureau de Mahone dans l'épisode Panama (2x20): « Cutback Hotel - Terrence Steadman (deceased) - Kellerman/Burrows/Scofield ».

### Culture
- Le titre original, "John Doe", est une identité fictive utilisée juridiquement aux États-Unis, pour qualifier un homme non identifié ou un homme dont l'anonymat est intentionnellement préservé. En France, l'équivalent est "Monsieur X". Pour les femmes, le nom "Jane Doe " est basé sur le même principe. Le titre fait référence à Terrence Steadman dont il n'existe aucun moyen de l'identifier, comme le rappellera Kellerman en fin d'épisode lorsque Steadman mettra fin à ses jours devant les deux frères.

- John Doe est aussi le nom d'une série télévisée dans laquelle Dominic Purcell (Lincoln) jouait le rôle principal, un homme qui a perdu la mémoire.

### Erreurs
- Dans le pré-générique qui montre des événements aperçus dans des épisodes précédents, une scène entre Michael et Lincoln est censée être extraite de l'épisode flashback[1]. Dans cette séquence, Lincoln explique qu'il n'est pas un meurtrier et Michael déclare: « Terrence Steadman, the President's brother. » (« Terrence Steadman, le frère de la Présidente. »). Or, Caroline Reynolds n'est devenue Présidente des États-Unis que dans le dernier épisode de la première saison[2], soit trois ans plus tard. Cependant, dans la version française, il dit bien "le frère de la vice-présidente".

### Divers
- Le nom de Marshall Allman (qui joue L.J. Burrows) n'apparaît plus dans le générique.

- Sarah Wayne Callies (qui joue Sara Tancredi) et Amaury Nolasco (qui joue Fernando Sucre) n'apparaissent pas dans cet épisode.

- L'homme qui surveille Mahone à l'hôpital, est le même agent qui a assassiné Veronica Donovan et tenté de tuer Sara Tancredi. Celui-ci sera assassiné en fin d'épisode.

## Accueil critique
Cet épisode a été suivi par 9,9 millions de téléspectateurs aux États-Unis.
Bill Harris du Toronto Sun a indiqué : « First up comes Prison Break, and we have to say, our heart almost jumped out of our chest at least three times when watching tonight's new episode, titled John Doe. Even if you aren't an action connoisseur, this really is what action TV is all about. » (« En premier vient Prison Break et il faut bien le dire, notre cœur est presque sorti trois fois de notre poitrine en regardant le nouvel épisode de ce soir, intitulé John Doe. Même si vous ne vous y connaissez pas en action, ceci est vraiment tout ce qu'est une série d'action. »). Tandis que Peter Brown de iFMagazine remarquait: « It's obvious the series is taking another turn from them running from the law to proving that there is something going on other than just convicts escaping. All-in-all it will make for good viewing on one of the best shows on TV. » (« Il est clair que la série prend un autre tournant puisqu'ils contournent désormais la loi pour prouver que quelque chose se passe, ce ne sont plus simplement des détenus qui s'échappent. L'un dans l'autre fait que nous avons là l'une des meilleures séries télévisées. »).
Vinay Menon du Toronto Star dans sa chronique sur Un Simple inconnu a écrit : « It also contains confusion. And trace levels of frustration. I mean, what the hell? Terrence Steadman is now dead? Can I please have 35 hours of my life back? » (« Il contient aussi de la confusion. Et provoque de la frustration. Je veux dire, bon sang! Terrence Steadman est maintenant mort? Est-ce que je peux s'il vous plaît récupérer 35 heures de ma vie ? »).
John Keegan de Media Blvd Magazine est plutôt critique sur les histoires secondaires de l'épisode, ainsi: « Right now, many of these side stories suffer from the fact that they don’t really impact the main story, and they are easily dismissed as a result. » (« Pour commencer, beaucoup de ces histoires secondaires souffrent du fait qu'elles n'influencent pas vraiment l'histoire principale, par conséquent elles sont facilement mises de côté  par le public »).
Brian Tallerico de Ugo.com a donné un B+ global à Un Simple inconnu : « Sure, Prison Break is over-the-top, but, like it's brother 24, it moves so quickly that you can't stop to notice the continuity errors and unbelievable behavior because you don't even have time to catch your breath. » (« C'est sûr, Prison Break est au sommet, mais, comme son frère 24 heures chrono, cela va tellement vite que vous ne pouvez pas vous arrêter pour remarquer les erreurs de raccords et les comportements invraisemblables parce que vous n'avez jamais le temps de reprendre votre souffle. »)